# Gravenhurst
Pour les articles homonymes, voir Gravenhurst (homonymie).
Gravenhurst est le projet du chanteur/compositeur et multi-instrumentiste Nick Talbot, originaire de Bristol, signé sur le label Warp Records. À l'origine conçu comme un projet solo, Nick Talbot enregistrant les instruments un par un, Gravenhurst se transforme en groupe à l'occasion de concerts.
Nick Talbot est décédé le 4 décembre 2014.

## Historique

### Prémisses
Au milieu des années 90, Nick Talbot, passionné par le mouvement Dream pop, s'installe à Bristol, foyer de nombreux groupes visionnaires du genre tels que Flying Saucer Attack et Third Eye Foundation. Talbot crée un groupe, Assembly Communication, mais l'un des membres est tragiquement tué lors d'un accident, et le groupe finit par se séparer en 1999.
Nick Talbot se lance alors dans ses propres projets, et crée le label Silent Age Records. En 2002, il sort son premier album sous le pseudonyme de Gravenhurst, Internal Travels, qu'il a intégralement enregistré dans sa chambre, à l'aide d'un magnétophone à quatre pistes. Il s'agit d'un album de musique folk plutôt sombre, les chansons traitant pour la plupart de thèmes tels que les meurtres.

### Les années Warp Records
En 2004, avec son second album au son plus travaillé, Flashlight Seasons, Nick Talbot attire l'attention du label britannique Warp, chez qui il signe la même année. Gravenhurst enregistre alors l'EP (ou, selon Nick Talbot : Mini-album) Black Holes In The Sand, qui marque un tournant dans le style du projet, puisqu'il intègre, pour la première fois, des sons typiquement lo-fi.
En 2005, dans l'album Fires In Distant Buildings, Gravenhurst poursuit son expérimentation et intègre des sonorités résolument plus rock, avec par exemple l’intégration de guitares électriques et de lourds riffs, créant ainsi un mélange d'influences comprenant krautrock, dream pop, electronica et folk britannique.
L'album suivant, The Western Lands, sorti fin 2007, est souvent considéré comme le travail le plus abouti de Gravenhurst : le son est rendu plus accessible, se rapprochant souvent de la pop, et l’album est généralement plus varié, allant de la pure folk britannique au shoegazing.
La fin des années 2000 et le début des années 2010 sont marqués par une période plutôt creuse pour Gravenhurst : les différents musiciens qui collaborent avec Nick Talbot dans le cadre de Gravenhurst sont occupés à leurs autres projets, tandis que Talbot participe à différents festivals musicaux à travers l’Europe, ainsi qu’à quelques tournées.
Après avoir laissé ses fans dans une longue attente de 5 ans, Gravenhurst revient en 2012 avec l’album The Ghost In Daylight. L’album se caractérise par un certain retour aux sources, avec des chansons plus folk mais aussi plus atmosphériques. Il est, tout comme les précédents albums du groupe, très bien reçu par la critique. L'année suivante, Talbot participe à plusieurs titres sur l'album Love & Devotion, premier du duo Heterotic formé de µ-Ziq et sa femme Lara Rix-Martin.

### La dernière année
En septembre 2014, Warp annonce la sortie prochaine d’une réédition des albums Flashlight Seasons et Black Holes In The Sand, ainsi que la réalisation d’une compilation comprenant des titres oubliés ou non retenus de la période initiale de Gravenhurst, intitulée Offerings: Lost Songs 2000-2004. Une série de concerts en Europe est également annoncée.
Le 4 décembre 2014, un communiqué de Warp annonce  la mort tragique de Nick Talbot, âgé de seulement 37 ans. Cet événement, qui coïncide avec la sortie du pack Offerings: Lost Songs 2000-2004, endeuille les proches de l’artiste ainsi qu’une communauté d’admirateurs sincères, et marque la fin de Gravenhurst.

## Membres du groupe
- Nick Talbot - chant, guitare (1999–2014)
- Chris Macartney - batterie (1999–2000)
- Dave Collingwood - batterie (2000–2012)
- Huw Cooksley - basse (2004–2007)
- Robin Allender - basse (2007–2012)
- Alex Wilkins - guitare (2007–2012)
- Claire Adams - chant, batterie (2012–2014)
- Rachel Lancaster - chant, basse, claviers (2012–2014)

## Style et Influences
La musique de Gravenhurst est qualifiée par la critique de crépusculaire, sensible, émotive, psychédélique, mais aussi noire et atmosphérique.
Talbot qualifiait lui-même sa musique de « Sonic Folk ».
Au cours des nombreuses interviews qu'il donne, Nick Talbot revendique un large panel d'influences : The Cure, Dire Straits, Brian Eno, Slowdive, Fairport Convention, The Smiths, Neil Young, Léonard Cohen, Wire, Nico, Simon & Garfunkel, My Bloody Valentine, Nick Drake, Flying Saucer Attack...

## Discographie
- Internal Travels CD (Silent Age Records)
- Gas Mask Days CD (Silent Age Records)
- Flashlight Seasons CD (2003, Silent Age Records)
- The Diver 7" (For Us Records)
- Black Holes In The Sand EP (2004, Warp Records)
- Fires in Distant Buildings LP/CD (2005, Warp Records)
- The Western Lands LP/CD (2007)
- The Velvet Cell 7" (Warp Records) (2007)
- Trust 7" (Warp Records) (2007)
- Flashlight Seasons (re-release) LP/CD (Warp Records) (2011)
- Hollow Men 7" (Warp Records) (2011)
- The Ghost in Daylight LP/CD (Warp Records) (2012)
- The Prize 7" (Warp Records) (2012)
- Offerings: Lost Songs 2000-2004/Flashlight Seasons/Black Holes In The Sand Pack 3CD/LP (Warp Records) (2014)